# Макс Вестеркамп
Макс Вестеркамп (нід. Max Westerkamp, 8 жовтня 1912 — 6 травня 1970) — нідерландський хокеїст на траві.
Бронзовий призер Олімпійських Ігор 1936 року.